# Le Monstre au milliard de tentacules
Pour plus de détails, voir Fiche technique et Distribution.
Le Monstre au milliard de tentacules (The Beast with a Billion Backs) constitue le deuxième film sorti directement en DVD de la série Futurama.
Sa sortie était programmée pour le 18 mars 2008 aux États-Unis, mais elle a finalement été décalée au 24 juin de la même année.

## Synopsis
Ce film est la suite de La Grande Aventure de Bender.
Un mois après la déchirure de l'univers, l'équipe de Planet Express est envoyée au grand complet pour découvrir ce qui se cache derrière. Malheureusement, un problème arrive et la mission échoue. Fry, de son côté, a rencontré une femme, mais après s'être aperçu qu'elle était polyandre, il décide alors d'aller voir seul ce qui se cache derrière la faille. Une surprise l'attend : un gros monstre avec des milliards de tentacules se trouve derrière ! Ce monstre, nommé Yivo, poussera Fry à devenir pape d'une nouvelle religion, mais cela tournera vite à la catastrophe...
Ce film à la fin est une parodie de Pirates des caraïbes 2 avec la grande bouche de Yivo.

## Fiche technique
- Titre original : Futurama: The Beast with a Billion Backs
- Titre français : La Bête au milliard de tentacules
- Titre canadien : Le Monstre au milliard de tentacules
- Réalisation : Peter Avanzino
- Scénario : Eric Kaplan
- Montage : Paul D. Calder
- Musique : Christopher Tyng
- Production : Lee Supercinski et Claudia Katz
- Société(s) de production : 20th Century Fox
- Société(s) de distribution : 20th Century Fox
- Pays d’origine :  États-Unis
- Langue originale : anglais
- Format : couleur - 16/9 (Cinéma) - son Dolby Digital 2.0
- Genre : animation, comédie et science-fiction
- Durée : 88 minutes
- Dates de sortie :
  - États-Unis : 24 juin 2008 (DVD)
  - France : 22 octobre 2008 (DVD)

## Distribution

### Voix françaises
- Laurent Mantel : Philip J. Fry, Yivo, Calculon
- Blanche Ravalec : Leela
- Bernard Tiphaine : Bender, Dr Zoidberg, Ogden Wernstrom, Lrrr
- Jean-Pierre Moulin : Professeur Hubert Farnsworth, Richard Nixon
- Julie Turin : Amy Wong, Colleen
- Lionel Tua : Hermes Conrad, Zapp Brannigan
- Michel Lasorne : Kif Kroker
- Edgar Givry : voix-off

### Invités
- David Cross (Arrested Development)
- Brittany Murphy (King of the Hill, Sin City)
- Dan Castellaneta (Les Simpson)
- Stephen Hawking

## Édition DVD

### Liste des bonus
- Commentaire audio de Matt Groening, David X. Cohen et les autres membres de l'équipe
- Un épisode provenant d'un jeu Xbox intitulé Futurama The Lost Adventure
- Commentaire audio de l'épisode Xbox
- Animation du film Beast with a Billion Backs
- "The Futurama Cast at Work" : Session d'enregistrement de l'équipe.
- 3D Models / 3D Turnarounds (avec commentaire audio)
- Featurette avec David Cross intitulé Meet Yivo
- Nouveaux Personnages / Design Sketches.
- Scènes coupées / Storyboards
- Preview du prochain film : Bender's Game